# Turbopótamos
Turbopótamos es una banda peruana de skabilly, estilo que es una fusión de ska con rockabilly.

## Historia
Turbopótamos es una banda de rock skabilly formada en Lima. Ha participado en los más importantes festivales peruanos y se ha consolidado como una de las bandas más representativas del Perú.
El primer disco de estudio de la banda (Turbopótamos, 2004), y segundo en su carrera, fue considerado el Mejor del Año, de acuerdo al diario El Comercio y fue el que los dio a conocer. Representó al Perú en el festival Rock en Ñ de 2004 junto a Mar de Copas y Pelo Madueño.
Con su tercer disco, No Love (2007), editado por Discos Gordos, les llegó la internacionalización, ya que los llevó de gira por Argentina y Brasil, donde tuvieron una excelente acogida y el reconocimiento de la crítica especializada.
El 2008 marcó el comienzo de la era digital para los Turbopótamos, lanzando el “Terrorize You/Disco Flor”, una rareza sólo disponible en una edición limitada y en Internet.
En la misma línea, el 2009 fue el despegue de la banda, presentándose en el Lima Hot Festival con R.E.M. y Travis, frente a 35 mil personas en el Estadio Nacional, y visitando Brasil por segunda vez, en el festival El Mapa de Todos que congregó en Brasilia a reconocidas bandas de Sudamérica y Europa. Ese mismo año tocaron junto a Oasis frente a casi 45 mil personas y lograron colocar sus canciones en la banda sonora de dos películas: Voy a explotar (México) y El premio (Perú).
Su producción, 2012 (2009), también digital, recibió el apoyo de la comunidad para la creación de portada, alcanzó cerca de 16 mil descargas en su página web previo a su lanzamiento en disco.
El 24 de diciembre de 2010 a las 11:59 minutos, Turbopótamos liberó en simultáneo dos nuevos discos: En público, un disco en vivo, y En privado, una recopilación de canciones inéditas.
La banda se disolvió en junio de 2011. Su vocalista Humberto Campodónico obtuvo la condecoración posteriorde la Apdayc por su tema «Nada para mí».
En noviembre de 2016 Turbopótamos vuelve a los escenarios y anuncian su retorno a la música. Tres años después, lanzó su nuevo álbum, en el que exploraba ritmos urbanos y texturas electrónicas.

## Discografía
- Turbopótamos (EP, 2001)
- Turbopótamos (2004)
- No love (2007)
- Terrorize You / Disco Flor (2008)
- 2012 (2009)
- En Público (2010)
- En Privado (2010)
- Terremoto (2019)